# Anca Tănase
Anca Tănase, född den 15 mars 1968 i Buneşti i Rumänien, är en rumänsk roddare.
Hon tog OS-guld i åtta med styrman i samband med de olympiska roddtävlingarna 1996 i Atlanta.